# Burg Schallmauer

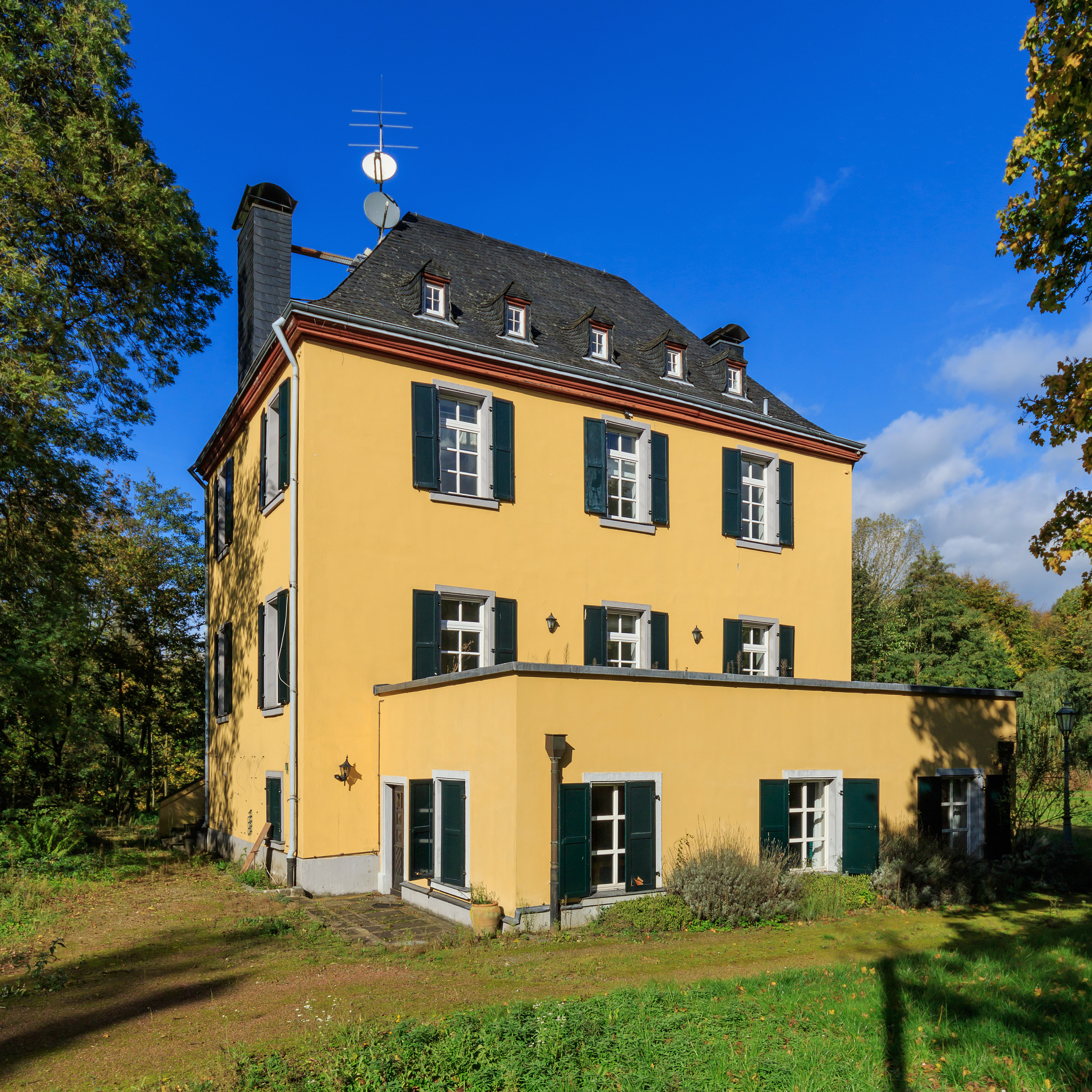
Burg Schallmauer

Die Burg Schallmauer ist ein barockes Herrenhaus am nördlichen Rand des Hürther Stadtteils Berrenrath. Es wurde 1714 erbaut und überstand als eines von wenigen Bauwerken den Abriss des ehemaligen Ortes Aldenrath.

## Geschichte
Der Name der Burg Schallmauer geht auf die ehemaligen Besitzer des Grundstückes, die Adelsfamilie Schall von Bell zurück, die hier Moorland besaß und auf der Burg Gleuel residierte. Der Name setzt sich also aus „Schall“ und „Moor“ zu „Schallmoor“, später „Schallmauer“, zusammen. Mitte des 16. Jahrhunderts ließ Friedrich von Sachsen-Lauenburg, Domherr zu Köln und Bremen, am Standort der heutigen Burg Schallmauer ein kleines Landschloss für die Kölner Domherren bauen. 1673 wurde das Schloss jedoch von holländischen Truppen im Holländischen Krieg gegen Ludwig XIV. zerstört. Als Besitz des Kölner Domkapitel wurde die Ruine an den damaligen Domherrn, einen Angehörigen der Familie von Geyr, übergeben, der das Anwesen seinem Neffen Rudolf Adolf von Geyr vererbte.
Rudolf Adolf von Geyr ließ 1714 das heute noch erhaltene, schlicht gehaltene Herrenhaus aufbauen. Dabei handelt es sich um einen dreigeschossigen Putzbau in schlichter barocker Bauweise, Baumeister war wahrscheinlich der damalige Bonner Schlossbaumeister.
Um 1930 gelangte die Burg Schallmauer in den Besitz des Braunkohle-Bergbauunternehmens Roddergrube AG (später Rheinbraun), gemeinsam mit dem etwa 500 Meter nordwestlich gelegenen Weiler Aldenrath aus 12 Häusern mit 73 Einwohnern. Der Ort wurde durch den Tagebau Berrenrath bedrängt und schließlich abgerissen. Vor dem  Verkauf der Ländereien und Gebäude an die Roddergrube bestand der Weiler aus 12 Häusern mit 73 Einwohnern und der etwas talaufwärts gelegenen Burg Aldenrath, die 1936 ebenfalls abgerissen wurde. Die Burg Schallmauer blieb jedoch stehen und gelangte somit in die direkte Nachbarschaft des umgesiedelten Ortes Berrenrath, der 1959 auf das mittlerweile durch die Grube Gotteshülfe ausgekohlte Gelände des ehemaligen Weiler Aldenrath verlegt wurde. 1978 ging die Burg in Privatbesitz über. 1993 ging sie in das Eigentum des inzwischen verstorbenen Medienmanagers Helmut Thoma (1939–2025) über.

## Belege
1. ↑  Clemens Klug: Hürth – wie es war, wie es wurde. Heimatverein Hürth (Steimel Verlag) o. J. [1961/1962]
2. ↑  Frank Kretzschmar: Kulturregion Erftkreis – Verluste einer Denkmal-Landschaft; ISBN 3-7927-1228-8; S. 58/59
3. ↑  Firmeneintrag bei moneyhouse.de (Eingesehen Nov. 2015)